# Paepalanthus decorus
Paepalanthus decorus är en enhjärtbladig växtart som beskrevs av Delia Abbiatti. Paepalanthus decorus ingår i släktet Paepalanthus och familjen Eriocaulaceae. Inga underarter finns listade i Catalogue of Life.